# René Gagnon (acteur)
Pour les articles homonymes, voir René Gagnon et Gagnon.
René Gagnon (né le 3 novembre 1949) est un comédien de télévision et cinéma québécois.

## Biographie
René Gagnon a étudié au Conservatoire d'art dramatique de Montréal.

## Filmographie

### Cinéma
- 2000 : Nuremberg : Arthur Seyss-Inquart
- 2002 : Jean Moulin, une affaire française : le metteur en scène
- 2004 : Ma vie en cinémascope : curé du village
- 2005 : Maurice Richard : sénateur Donat Raymond

### Télévision
- 1984-1988 : À plein temps : Philippe
- 1985-1987 : L'agent fait le bonheur : Larocque
- 1987-1990 : La Maison Deschênes : Paul Juliani
- 1989-1991 : Un signe de feu : Dr Alain Grenier
- 1989-1996 : Chambres en ville : Benoit Clamens
- 1990-1992 : D'amour et d'amitié : Laurent Dubois
- 1990 : Desjardins: la vie d'un homme, l'histoire d'un peuple : Alphonse Desjardins
- 1991-1994 : Marilyn : Pierre Dandurand
- 1992-1995 : Scoop : François Dumoulin
- 1992-1993 : La Misère des riches II, Jean-Marc Nadeau
- 1994 : René Lévesque : cadre
- 1995-2000 : Les Machos : Dr Mathieu Bordeleau
- 1996 : Lobby : Hervé Riendeau
- 1997-1998 :  Ces enfants d'ailleurs : père François Villeneuve
- 1998-1999 : Réseaux : Gaston Marsolais
- 1998 : Ces enfants d'ailleurs (la suite) : Mgr François Villeneuve
- 2004-2005 : Smash : Gaston Marsolais
- 2007-2012 à la télévision : La Promesse (saison III à VII) : Philippe Grandbois
- 2009 : Aveux : Sandrine (Robert Desrosiers)
- 2010-2014 : Toute la vérité : Dr Gendron
- 2011 : Chabotte et fille : Paul Demers
- 2011-2016 : 30 vies : Jacques Meloche
- 2012 : La Galère IV : juge
- 2014-2018 : Au secours de Béatrice : Dr Ravary
- 2017 : Ruptures (saison II) : Me Paul Pelletier
- 2017-2018 : Les Simone (saison II et III) : Louis Dumas
- 2017-2019 : Trop. : Dr Melançon
- 2019 : District 31 : Yvon Sabourin

## Récompenses
- Nomination aux prix Gémeaux pour meilleur rôle de soutien dramatique en 2010 pour Aveux
- Nomination aux prix Gémeaux pour son rôle de François Dumoulin dans Scoop
- Nomination aux prix Gémeaux pour son rôle d'Alphonse Desjardins dans La Légende d'un peuple